# Tantilla bairdi
Tantilla bairdi là một loài rắn trong họ Rắn nước. Loài này được Stuart mô tả khoa học đầu tiên năm 1941.